# Sabas (futebolista)
Sabas foi um futebolista brasileiro e atuou como meio campista.
Jogou pelo Avaí de Florianópolis e participou da conquista do segundo título estadual do clube. 
Sabas entrou para a história do Estádio Adolfo Konder ao marcar primeiro gol do estádio no jogo em que o Avaí vence o Tamandaré por 3x0 no dia 11 de março de 1930.